# U-34 (1936)
| U-34                                                                                     | U-34 | U-34 |
| ---------------------------------------------------------------------------------------- | --- | --- |
|                                                                                          | | |
|                                                                                          | | |
| Зображення підводного човна U-33, аналогічного з U-34 типу                               | | |
| Під прапором                                                                             | Третій Рейх | Третій Рейх |
| Спуск на воду                                                                            | 17 липня 1936 року                                                                                                 | 17 липня 1936 року                                                                                                 |
| Виведений зі складу флоту                                                                | 12 вересня 1936 року                                                                                               | 12 вересня 1936 року                                                                                               |
| Сучасний статус                                                                          | 5 серпня 1943 року затонув у наслідок зіткнення з плавучою базою підводних човнів Lech                             | 5 серпня 1943 року затонув у наслідок зіткнення з плавучою базою підводних човнів Lech                             |
| Проєкт                                                                                   | | |
| Тип ПЧ                                                                                   | Торпедний ДПЧ | Торпедний ДПЧ |
| Розробник проєкту                                                                        | Friedrich Krupp Germaniawerft, Бремен                                                                              | Friedrich Krupp Germaniawerft, Бремен                                                                              |
| Вартість                                                                                 | 4 189 000 ℛℳ | 4 189 000 ℛℳ |
| Основні характеристики                                                                   | | |
| Швидкість (надводна)                                                                     | 17,9 вузла | 17,9 вузла |
| Швидкість (підводна)                                                                     | 8 вузлів | 8 вузлів |
| Робоча глибина занурення                                                                 | 100 м | 100 м |
| Гранична глибина занурення                                                               | 220 м | 220 м |
| Автономність плавання                                                                    | 135—174 км на швидкості 4 вузли (в підводному положенні) 11 470 км на швидкості 10 вузлів (у надводному положенні) | 135—174 км на швидкості 4 вузли (в підводному положенні) 11 470 км на швидкості 10 вузлів (у надводному положенні) |
| Екіпаж                                                                                   | 44—60 осіб | 44—60 осіб |
| Розміри                                                                                  | | |
| Довжина найбільша (по КВЛ)                                                               | 64,51 м | 64,51 м |
| Ширина корпусу найб.                                                                     | 5,85 м | 5,85 м |
| Висота                                                                                   | 9,5 м | 9,5 м |
| Середня осадка (по КВЛ)                                                                  | 4,37 м | 4,37 м |
| Водотоннажність надводна                                                                 | 626 т | 626 т |
| Силова установка                                                                         | | |
| дизель-електрична; 2 дизельних двигуни MAN M 6 V 40/46, 2 електродвигуни BBC GG UB 720/8 | | |
| Гвинти                                                                                   | 2 | 2 |
| Потужність                                                                               | 2 × 2100—2310 к.с. (дизелі) 2 × 750 к.с. (електродвигуни)                                                          | 2 × 2100—2310 к.с. (дизелі) 2 × 750 к.с. (електродвигуни)                                                          |
| Озброєння                                                                                | | |
| Артилерія                                                                                | 1 × 88-мм палубна гармата SK C/35 1 × 20-мм зенітна гармата FlaK 30 Flakvierling                                   | 1 × 88-мм палубна гармата SK C/35 1 × 20-мм зенітна гармата FlaK 30 Flakvierling                                   |
| Торпедно- мінне озброєння                                                                | 4 носових і один кормовий ТА. 11 торпед або 22 міни TMA                                                            | 4 носових і один кормовий ТА. 11 торпед або 22 міни TMA                                                            |

U-34 — німецький підводний човен типу VII A, що входив до складу Крігсмаріне за часів Другої світової війни. Закладений 15 вересня 1935 року на верфі Friedrich Krupp Germaniawerft у Кілі. Спущений на воду 17 липня 1936 року, 12 вересня 1936 року корабель увійшов до складу ВМС нацистської Німеччини.

## Історія
U-34 належав до німецьких підводних човнів типу VII A, яких випущено 10 одиниць. На момент введення ПЧ до строю його командиром був капітан-лейтенант Ернст Зобе. З початку Другої світової війни й до останнього походу в серпні 1940 року, U-34 здійснив 7 бойових походів в Атлантичному океані. Підводний човен потопив 22 судна противника і захопив як призові судна ще 2 сумарною водотоннажністю 99 311 брутто-реєстрових тонн.
5 серпня 1943 року близько 21:55 U-34 зіткнувся з плавучою базою підводних човнів Lech у балтійському порту Мемель (сучасна Клайпеда, Литва). Внаслідок зіткнення загинуло чотири члени екіпажу, 39 чоловіків вціліло. 24 серпня ПЧ був піднятий на поверхню, але через конструктивні пошкодження 8 вересня 1943 року був визнаний непридатним і відправлений на злам.

## Командири ПЧ
- капітан-лейтенант Ернст Зобе (нім. Ernst Sobe) (12 вересня 1936 — 14 лютого 1938);
- капітан-лейтенант Гаральд Гроссе (нім. Harald Grosse) (4 листопада — 22 грудня 1938);
- капітан-лейтенант Ганс Паукштадт (нім. Hans Pauckstadt) (15 лютого — 17 серпня 1938) і (5 вересня — 26 жовтня 1938);
- капітан-лейтенант Вільгельм Ролльманн (нім. Wilhelm Rollmann) (26 жовтня 1938 — 28 вересня 1940);
- оберлейтенант-цур-зее Фріц Меєр (нім. Fritz Meyer) (29 вересня 1940 — 22 травня 1941);
- оберлейтенант-цур-зее Карл-Отто Шульц (нім. Karl-Otto Schultz) (23 травня — 19 листопада 1941);
- оберлейтенант-цур-зее Гергард Ремус (нім. Gerhard Remus) (20 листопада 1941 — 15 червня 1942);
- оберлейтенант-цур-зее Горст-Арно Фенскі (нім. Horst-Arno Fenski) (16 червня 1942 — 1 лютого 1943);
- оберлейтенант-цур-зее Карл-Гайнц Гагенау (нім. Karl-Heinz Hagenau) (2 лютого — 11 червня 1943);
- лейтенант-цур-зее Едуард Ауст (нім. Eduard Aust) (12 червня — 5 серпня 1943).

## Перелік уражених U-34 суден у бойових походах
| №                                                                           | Дата             | Назва           | Тип                   | Належність          | Водотоннажність (брт) | Вантаж                                                                      | Конвой        | Результат та координати                                                               | Наслідки атаки для екіпажу       | Прим.                                                                  |
| --------------------------------------------------------------------------- | ---------------- | --------------- | --------------------- | ------------------- | --------------------- | --------------------------------------------------------------------------- | ------------- | ------------------------------------------------------------------------------------- | -------------------------------- | ---------------------------------------------------------------------- |
| Перший похід (19.08—26.09.1939, 39 діб; Вільгельмсгафен—Вільгельмсгафен)    |                  |                 |                       |                     |                       |                                                                             |               |                                                                                       |                                  |                                                                        |
| 1                                                                           | 7 вересня 1939   | Pukkastan       | суховантажне судно    | Велика Британія     | 5 809                 | маїс та баранина                                                            |               | потоплено 49°23′ пн. ш. 7°49′ зх. д. / 49.383° пн. ш. 7.817° зх. д.                   | 35 (0 загинуло, усі врятовані)   |                                                                        |
| 2                                                                           | 8 вересня 1939   | Kennebec        | танкер                | Велика Британія     | 5 548                 | 7000 тонн моторного палива                                                  |               | потоплений 49°18′ пн. ш. 8°13′ зх. д. / 49.300° пн. ш. 8.217° зх. д.                  | 22 (0 загинуло, усі врятовані)   |                                                                        |
| 3                                                                           | 24 вересня 1939  | Hanonia         | суховантажне судно    | Естонія             | 1 781                 | 1049 тонн будівного лісу                                                    |               | захоплений як призове судно 57°35′ пн. ш. 6°12′ сх. д. / 57.583° пн. ш. 6.200° сх. д. | ?                                | Затриманий у Норвезькому морі та відправлений до Кіля як воєнний приз. |
| Другий похід (17.10—12.11.1939, 27 діб; Вільгельмсгафен—Вільгельмсгафен)    |                  |                 |                       |                     |                       |                                                                             |               |                                                                                       |                                  |                                                                        |
| 4                                                                           | 20 жовтня 1939   | Gustaf Adolf    | суховантажне судно    | Швеція              | 926                   | Деревна маса                                                                |               | потоплено 61°00′ пн. ш. 0°48′ сх. д. / 61.000° пн. ш. 0.800° сх. д.                   | ? (? загинуло, ? врятовані)      |                                                                        |
| 5                                                                           | 20 жовтня 1939   | Sea Venture     | суховантажне судно    | Велика Британія     | 2 327                 | 3000 тонн вугілля                                                           |               | потоплено 60°50′ пн. ш. 0°15′ сх. д. / 60.833° пн. ш. 0.250° сх. д.                   | 25 (0 загинуло, 25 врятовані)    |                                                                        |
| 6                                                                           | 27 жовтня 1939   | Bronte          | суховантажне судно    | Велика Британія     | 5 317                 | Генеральні вантажі                                                          | Конвой OB 25  | потоплено 49°30′ пн. ш. 12°15′ зх. д. / 49.500° пн. ш. 12.250° зх. д.                 | 42 (0 загинуло, 42 врятовані)    |                                                                        |
| 7                                                                           | 29 жовтня 1939   | Malabar         | суховантажне судно    | Велика Британія     | 7 976                 | Генеральні вантажі, зокрема лісоматеріали й тютюн                           | Конвой HX 5A  | потоплено 49°57′ пн. ш. 7°37′ зх. д. / 49.950° пн. ш. 7.617° зх. д.                   | 75 (5 загинуло, 70 врятовані)    |                                                                        |
| 8                                                                           | 9 листопада 1939 | Snar            | суховантажне судно    | Норвегія            | 3 176                 | будівельний ліс                                                             |               | захоплений як призове судно 58°39′ пн. ш. 3°12′ сх. д. / 58.650° пн. ш. 3.200° сх. д. | ? (? загинуло, ? врятовані)      |                                                                        |
| Третій похід (1.01—06.02.1940, 37 діб; Вільгельмсгафен—Вільгельмсгафен)     |                  |                 |                       |                     |                       |                                                                             |               |                                                                                       |                                  |                                                                        |
| 9                                                                           | 20 січня 1940    | Caroni River    | танкер                | Велика Британія     | 7 807                 | баласт                                                                      |               | підірвався на міні 50°06′ пн. ш. 5°01′ зх. д. / 50.100° пн. ш. 5.017° зх. д.          | 55 (0 загинуло, 55 врятовані)    |                                                                        |
| 10                                                                          | 28 січня 1940    | Eleni Stathatou | суховантажне судно    | Грецьке королівство | 5 625                 | баласт                                                                      |               | потоплено 48°49′ пн. ш. 8°34′ зх. д. / 48.817° пн. ш. 8.567° зх. д.                   | ? (12 загинуло, ? врятовані)     |                                                                        |
| Четвертий похід (11.03—30.11.1940, 20 діб; Вільгельмсгафен—Вільгельмсгафен) |                  |                 |                       |                     |                       |                                                                             |               |                                                                                       |                                  |                                                                        |
| П'ятий похід (3.04—30.04.1940, 28 діб; Вільгельмсгафен—Вільгельмсгафен)     |                  |                 |                       |                     |                       |                                                                             |               |                                                                                       |                                  |                                                                        |
| 11                                                                          | 13 квітня 1940   | HNoMS Frøya     | мінний загороджувач   | Норвегія            | 595                   |                                                                             |               | знищений 63°45′ пн. ш. 9°57′ сх. д. / 63.750° пн. ш. 9.950° сх. д.                    | 78 (0 загинуло, 78 врятовані)    |                                                                        |
| Шостий похід (22.06—18.07.1940, 27 діб; Вільгельмсгафен—Лор'ян)             |                  |                 |                       |                     |                       |                                                                             |               |                                                                                       |                                  |                                                                        |
| 12                                                                          | 5 липня 1940     | «Вірлвінд»      | ескадрений міноносець | Велика Британія     | 1 100                 |                                                                             |               | потоплений 50°17′ пн. ш. 8°48′ зх. д. / 50.283° пн. ш. 8.800° зх. д.                  | 114 (57 загинуло, 57 врятовані)  |                                                                        |
| 13                                                                          | 6 липня 1940     | Vapper          | суховантажне судно    | Естонія             | 4 543                 | вугілля                                                                     |               | потоплено 49°30′ пн. ш. 9°15′ зх. д. / 49.500° пн. ш. 9.250° зх. д.                   | 33 (1 загиблий, 32 врятовані)    |                                                                        |
| 14                                                                          | 7 липня 1940     | Lucrecia        | танкер                | Нідерланди          | 2 584                 | моторне мастило                                                             |               | потоплений 49°50′ пн. ш. 8°07′ зх. д. / 49.833° пн. ш. 8.117° зх. д.                  | 32 (2 загинуло, 30 врятовані)    |                                                                        |
| 15                                                                          | 9 липня 1940     | Tiiu            | суховантажне судно    | Естонія             | 1 865                 | 2300 тонн генеральних вантажів, у тому числі продовольство та морське майно |               | потоплено 50°20′ пн. ш. 12°00′ зх. д. / 50.333° пн. ш. 12.000° зх. д.                 | 20 (0 загинуло, 20 врятовані)    |                                                                        |
| 16                                                                          | 10 липня 1940    | Petsamo         | суховантажне судно    | Фінляндія           | 4 596                 | 4477 тонн кукурудзи та 1523 тонн зерна                                      |               | потоплено 51°08′ пн. ш. 9°22′ зх. д. / 51.133° пн. ш. 9.367° зх. д.                   | 38 (4 загинуло, 34 врятовані)    |                                                                        |
| 17                                                                          | 11 липня 1940    | Janna           | суховантажне судно    | Норвегія            | 2 197                 | 819 фатомів будівельного лісу                                               | конвой HX 54  | потоплено 50°34′ пн. ш. 12°10′ зх. д. / 50.567° пн. ш. 12.167° зх. д.                 | 25 (0 загинуло, 25 врятовані)    |                                                                        |
| 18                                                                          | 15 липня 1940    | Evdoxia         | суховантажне судно    | Грецьке королівство | 2 018                 | 3 090 тонн вугілля                                                          |               | потоплено 51°09′ пн. ш. 10°55′ зх. д. / 51.150° пн. ш. 10.917° зх. д.                 | 23 (1 загиблий, 22 врятовані)    |                                                                        |
| 19                                                                          | 17 липня 1940    | Naftilos        | суховантажне судно    | Грецьке королівство | 3 531                 | 5 801 тонна зернових                                                        |               | потоплено 48°05′ пн. ш. 10°25′ зх. д. / 48.083° пн. ш. 10.417° зх. д.                 | 28 (1 загиблий, 27 врятовані)    |                                                                        |
| Сьомий похід (23.07—3.08.1940, 12 діб; Лор'ян—Вільгельмсгафен)              |                  |                 |                       |                     |                       |                                                                             |               |                                                                                       |                                  |                                                                        |
| 20                                                                          | 26 липня 1940    | Accra           | пасажирське судно     | Велика Британія     | 9 337                 | 1700 тонн генеральних вантажів                                              | Конвой OB 188 | потоплено 55°40′ пн. ш. 10°25′ зх. д. / 55.667° пн. ш. 10.417° зх. д.                 | 489 (24 загинуло, 465 врятовані) |                                                                        |
| 21                                                                          | 26 липня 1940    | Vinemoor        | суховантажне судно    | Велика Британія     | 4 359                 | баласт                                                                      | Конвой OB 188 | потоплено 55°43′ пн. ш. 16°25′ зх. д. / 55.717° пн. ш. 16.417° зх. д.                 | 32 (0 загинуло, 32 врятовані)    |                                                                        |
| 22                                                                          | 27 липня 1940    | Sambre          | суховантажне судно    | Велика Британія     | 5 260                 | 1500 тонн генеральних вантажів                                              | Конвой OB 188 | потоплено 56°37′ пн. ш. 17°53′ зх. д. / 56.617° пн. ш. 17.883° зх. д.                 | 48 (0 загинуло, 48 врятовані)    |                                                                        |
| 23                                                                          | 27 липня 1940    | Thiara          | танкер                | Велика Британія     | 10 364                | баласт                                                                      | Конвой OB 188 | потоплений 56°37′ пн. ш. 17°56′ зх. д. / 56.617° пн. ш. 17.933° зх. д.                | 61 (25 загинуло, 36 вціліло)     |                                                                        |
| 24                                                                          | 1 серпня 1940    | «Сперфіш»       | підводний човен       | Велика Британія     | 670                   |                                                                             |               | потоплений 58°07′ пн. ш. 1°32′ сх. д. / 58.117° пн. ш. 1.533° сх. д.                  | 42 (41 загинув, 1 вцілілий)      |                                                                        |